# Гальвялене, Зофия Ионовна
Зофия Ионовна Гальвялене — советский литовский хозяйственный деятель, Герой Социалистического Труда.

## Биография
Родилась в 1914 году в Скемиосе. Член КПСС с 1965 года.
В 1949—1969 — доярка колхоза «Тиеса» Паневежского района Литовской ССР.
Указом Президиума Верховного Совета СССР от 22 марта 1966 года присвоено звание Героя Социалистического Труда с вручением ордена Ленина и золотой медали «Серп и Молот».
Умерла после 1985 года в Литве.

## Награды и звания
- Герой Социалистического Труда (22.03.1966)
- Орден Ленина (22.03.1966)